# Stanisław Stojałowski
Stanisław Stojałowski (14. května 1845 Znesinja – 23. října 1911 Krakov) byl rakouský římskokatolický duchovní, publicista, vydavatel a politik polské národnosti z Haliče, na přelomu 19. a 20. století poslanec Říšské rady.

## Biografie
Pocházel se zchudlé šlechtické rodiny, otec byl celním úředníkem. Dne 27. ledna 1863 vstoupil do jezuitského řádu. V letech 1863–1867 vystudoval jezuitskou kolej v Staré Wieśi, pak do roku 1870 navštěvoval jezuitskou kolej v Krakově. Roku 1870 byl vysvěcen na kněze. V letech 1872–1875 navštěvoval jezuitskou kolej v Drongenu u Gentu, kde se seznámil s ideami křesťanského socialismu. V lednu 1875 odešel z řádu a působil na vlastní žádost jako diecézní kněz, nejdříve jako vikář v Horodoku. V této době zakoupil listy Wieniec a Pszczółka, které proměnil na politická periodika zastupující zájmy venkovského obyvatelstva. Dostal se do konfliktu s konzervativními polskými politickými elitami a čelil častým pokutám. Vydávání obou novin byl následně zastaveno. V roce 1877 svolal do Lvova sraz rolníků, který se tu pak konal každoročně. V roce 1878 založil ve Lvově spolek Towarzystwo Oświaty Ludowej. Od roku 1880 působil jako farář v Kulykivě, kde organizoval vzdělávací kurzy pro venkovské obyvatelstvo. V roce 1888 byl zbaven občanských práv a suspendován z církve. Přenesl pak své vydavatelské aktivity do slezského Těšína a od roku 1892 do hornouherské Čadce. V roce 1899 se přestěhoval do Bílska, roku 1904 do sousední haličské Bělé.
Stál u vzniku několika politických stran. V roce 1893 se podílel na založení první haličské agrární strany Związek Stronnictwa Chłopskiego. Od roku 1895 byl krátce aktivní v Polské lidové straně. Když ale nebyla úspěšná jeho snaha, aby se lidová strana přeorientovala v křesťansko sociálním smyslu, včetně změny názvu, Stojałowski ze strany počátkem roku 1896 odchází. Ještě v roce 1896 pak založil křesťansko sociální stranu Stronnictwo Chrześcijańsko-Ludowe. Ta byla sociálně radikální a dočasně dokonce utvořila spojenectví se sociálními demokraty. Udržovala kontakty s rakouskými křesťanskými sociály, ale na rozdíl od nich se více soustřeďovala na venkovské voliče. V jejím programu byl přítomen antisemitismus. Požadovala oddělení církve od státu, plnou církevní autonomii, volitelnost biskupů a proboštů věřícími, bezplatné školství, občanské svobody, rozvoj sociálního zabezpečení nebo znárodnění přírodních zdrojů. V roce 1896 byl Stojałowski dokonce exkomunikován z církve kvůli alianci, kterou utvořil s haličskými sociálními demokraty. V roce 1897 byla exkomunikace revidována poté, co odvolal svůj antiklerikální článek. Od počátku 20. století se strana postupně posouvá doleva a utlumuje svou alianci se sociálními demokraty.
volbách do Říšské rady roku 1897 získalo Stronnictwo Chrześcijańsko-Ludowe šest parlamentních mandátů. Sám Stojałowski se poslancem stal až s jistým odstupem. V doplňovacích volbách roku 1898 získal mandát na Říšské radě za kurii venkovských obcí, obvod Łańcut, Risko atd. Nastoupil místo Ferdinanda Hompesche-Bollheima, který zemřel roku 1897. Slib složil 21. března 1898. Uspěl i v řádných volbách do Říšské rady roku 1901, nyní za městskou kurii, obvod Tarnow, Bochnia. V politických projevech se nevyhýbal populismu a antisemitismu. Měl též pochopení pro panslavistické a rusofilské proudy. Čelil podezření, že je spolupracovníkem ruské policie a kontakty s ruskými úřady mu byly v procesu roku 1899 dokázány.
V roce 1906 stál u dalšího přeskupení stranického spektra v Haliči. Roku 1906 spojil jím vedené Stronnictwo Chrześcijańsko-Ludowe se stranou Stronnictwo Katolicko-Narodowe, čímž vznikl nový politický subjekt nazvaný Polskie Centrum Ludowe. Jeho předsedou byl Leo Pastor. Ve volbách do Říšské rady roku 1907, konaných poprvé podle všeobecného a rovného volebního práva, získala tato formace 14 mandátů. Zvolen byl i Stojałowski (za obvod Halič 41). Usedl do poslanecké frakce Polský klub. Profesně byl k roku 1898 uváděn jako kněz v Těšíně. Po krátké době se ale mezi Stanisławem Stojałowským a předsedou Pastorem vyostřily spory. Stojałowski se v té době posouval směrem ke spolupráci s pravicí (Národně-demokratická strana, navazující na politický proud tzv. Endecja) a roku 1909 utvořil Říšská radě s nimi alianci Związek Narodowo-Ludowy.
Od roku 1900 zasedal i coby poslanec Haličského zemského sněmu.